# Marc Antoine Marie Obert
Pour les articles homonymes, voir Obert.
Marc Antoine Marie Obert, né le 2 avril 1774 à Étaples, et mort à Saint-Germain-en-Laye le 9 décembre 1830, est un général français de la Révolution et de l’Empire.

## Biographie
Obert choisit la vie militaire en s’engageant en octobre 1788 dans la brigade irlandaise. 
En octobre 1792, il quitte son régiment et s'engage dans l'armée de la Révolution. Il participe d'abord à la répression de l'insurrection vendéenne. En mars 1795, il est muté à l'armée de Rhin-et-Moselle stationnée en Rhénanie, puis en 1796 il rejoint l'armée d'Italie.
Il est nommé chef de bataillon sur le champ de bataille. En octobre 1799 il est fait prisonnier de guerre par les Autrichiens. Libéré, il est affecté à l'armée gallo-batave. À Brest, il est placé à l'armée des côtes de l'Océan. Obert va participer à toutes les campagnes de 1805 à 1808. 
Il est nommé Major le 6 septembre 1808, et rejoint alors l'armée à Anvers commandée par Bernadotte afin de rejeter les Britanniques débarqués à Walcheren en juillet 1809.
En mars 1813 il sert à la campagne de Saxe et prend part au combat de Würschen le 21 mai 1813. Il est promu général de brigade le 22 août 1813, et chef d'état major du 1er Corps de la Grande Armée le 25 décembre. 
En 1814, Obert est fait baron de l'Empire et la Restauration lui octroie la Croix de Saint-Louis.
Il ne sert pas pendant les Cent-Jours : la monarchie l'emploie dès lors à des tâches administratives.
Créé vicomte le 2 mars 1816, il est nommé commandant du Prytanée de La Flèche le 14 mars 1821, puis de Saint-Cyr le 27 septembre 1821, avec le grade de lieutenant général. La monarchie reconnaissante le fait grand officier de la Légion d'honneur le 1er juin 1823. 
Il participe à l'expédition d'Espagne le 2 juin 1823, pour libérer le Roi Ferdinand VII, prisonnier à Cadix, ce qui lui vaut d'être fait Commandeur de Saint-Louis le 1er septembre 1823. 
Il meurt à Saint-Germain-en-Laye le 9 décembre 1830.

## État de services
- Lieutenant le 8 novembre 1792 ;
- Adjudant-major en mars 1795 ;
- Chef de bataillon à titre provisoire le 1er novembre 1796, confirmé le 18 février 1801 ;
- Major le 6 septembre 1808 ;
- Colonel le 6 janvier 1813 ;
- Général de brigade le 22 août 1813 ;
- En disponibilité du 23 avril 1815 au 4 août 1815, puis, du 30 juin 1819 au 14 mars 1821 ;
- Lieutenant général le 25 avril 1821 ;
- En disponibilité du 4 décembre 1823 au 27 mai 1827.

## Campagnes
- Guerre de Vendée (1794) ;
- Armée de Rhin-et-Moselle stationnée en Rhénanie (mars 1795) ;
- Armée d'Italie (commandée par le jeune général Napoleone di Buonaparte, 1796) ;
- Armée gallo-batave ;
- Armée des côtes de l'Océan ;
- Campagne de Prusse (1806) :
Iéna ou Auerstædt ;
- Campagne de Pologne (1807) :
Eylau et Friedland.
- Campagne d'Allemagne (1813) :
Combat de Würschen (21 mai 1813)
- Commandant de la 2e brigade de la 17e division (22 août 1813 - 9 décembre 1813) ;
- Commandant de la 1re brigade de la 10e division d'infanterie (9 décembre 1813 - 25 décembre 1813) ;
- Chef d'état-major du 1er Corps de la Grande Armée (25 décembre 1813 - mai 1814) ;
- Commandant de l'arrondissement de Boulogne-sur-Mer (3 septembre 1814 - 23 avril 1815) ;
- Commandant du département d'Eure-et-Loir (4 août 1815 - 31 décembre 1815) ;
- Commandant du département de l'Aisne (31 décembre 1815 - 12 novembre 1817) ;
- Commandant de la 1re subdivision de la 1re division militaire (12 novembre 1817 - 30 décembre 1818) ;
- Inspecteur d'Infanterie (30 décembre 1818 - 30 juin 1819) ;
- Commandant du Prytanée militaire de La Flèche (14 mars 1821 - 27 septembre 1821)
- Commandant de l'École militaire de Saint-Cyr (27 septembre 1821 - 12 février 1823)
- Commandant de la 4e division d'infanterie du 1er corps de l'Armée des Pyrénées (12 février 1823 - 4 décembre 1823) ;
- Inspecteur général d'Infanterie dans les 4e et 12e divisions militaires (27 mai 1827 - 31 décembre 1827) ;
- Inspecteur général d'Infanterie dans les 2e et 16e divisions militaires (23 mai 1830 - 9 décembre 1830) ;

## Blessures
- Il reçoit une blessure à la jambe droite devant Cholet le 3 mars 1794 ;
- Il est touché à la hanche droite lors du combat de Kloster Eberbach le 2 décembre 1800.

## Hommage
Une rue d'Étaples porte son nom, la rue du Général-Obert

## Décorations
- Grand officier de la Légion d'honneur le 1er juin 1823 ;
- Chevalier de Saint-Louis le 29 juillet 1814, puis,
- Commandeur de Saint-Louis le 1er septembre 1823.

## Titres
- Chevalier de l’Empire décret du 27 novembre 1809, lettres patentes du 18 août 1810 ;
- Baron de l’Empire décret du 24 décembre 1813 ;
- Vicomte le 2 mars 1816.

## Pensions, rentes
- Sa bonne conduite est récompensée par une rente de 2 000 francs (1805).

## Armoiries
« D'argent à une épée et un drapeau replié sur sa hanche posés en sautoir, le tout d'azur, soutenu d'une grenade allumé de gueules ; à la bordure de gueules chargée au point du chef de l'insigne des chevaliers légionnaires. »

## Sources
- Archives nationales (CARAN) – Service Historique de l’Armée de Terre – Fort de Vincennes – Dossier S.H.A.T. côte : 7 Yd 991.
- Côte S.H.A.T., état de services, distinctions sur « web.genealogie.free.fr : Les militaires »(Archive.org • Wikiwix • Archive.is • Google • Que faire ?) (consulté le 21 août 2014).
- Marc-Antoine Obert, un Étaplois au service de l'Empereur, La Voix du Nord - 4 octobre 2008.